# Gaston Monnerville
Pour les articles homonymes, voir Monnerville (homonymie).
Gaston Monnerville, né le 2 janvier 1897 à Cayenne (Guyane) et mort le 7 novembre 1991 à Paris 16e, est un homme d'État français, figure du Parti radical.
Sous la IIIe République, il est député de la Guyane de 1932 à 1940 et sous-secrétaire d'État aux Colonies de 1937 à 1938, dans deux des gouvernements de Camille Chautemps.
Président du Conseil de la République — chambre haute de la IVe République — à partir de 1947, il préside ensuite le Sénat sous la Ve République, jusqu'à sa décision ne pas se représenter en 1968.
En 1948, il quitte sa circonscription de la Guyane pour le département du Lot, dont il est président du conseil général pendant une vingtaine d'années.
S'affirmant comme l'un des principaux opposants à la pratique institutionnelle du général de Gaulle, il se prononce pour le « non » au référendum constitutionnel de 1962 sur l'élection au suffrage universel direct du président de la République.
Il devient membre du Conseil constitutionnel en 1974, après avoir été nommé par son successeur à la présidence du Sénat, Alain Poher, et le reste jusqu'en 1983.

## Situation personnelle

### Famille
Gaston Monnerville est le plus souvent présenté comme « petit-fils d'un esclave »,,.
Du côté paternel, Gaston Monnerville est issu de Marc Saint-Yves Monnerville, fonctionnaire de l'administration coloniale, fils de Pierre, commerçant propriétaire, maire de Case-Pilote, commune de la Martinique, puis conseiller général de ce département. Là encore, il faudrait rechercher s'il était propriétaire d'esclaves et s'il a été indemnisé à ce titre en 1848. Marc Saint-Yves Monnerville est révoqué par le gouverneur du territoire pour avoir refusé de soutenir le candidat officiel à une élection législative.
Du côté maternel, Gaston Monnerville est le fils de Marie-Françoise Orville, couturière, fille de cultivateurs, certainement descendante d'esclaves. Les parents de celle-ci sont nés en 1830 et avaient donc 17 ans lors de l'abolition de 1848.
Tous sont natifs de Case-Pilote.
Un de ses frères, Pierre Monnerville, est également engagé en politique, étant député socialiste de 1956 à 1967.

### Formation
Gaston Monnerville étudie au lycée de Cayenne. En 1912, boursier, il quitte la Guyane et entre en classe de seconde au lycée Pierre-de-Fermat, à Toulouse. Le brillant élève opte pour les lettres et choisit de suivre la classe de philosophie.
Étudiant aux facultés de lettres et de droit de l'université de Toulouse, Gaston Monnerville passe à la fois sa licence de lettres et sa licence en droit, avec les félicitations du jury. C'est également avec les félicitations du jury qu'il est reçu, en 1921, docteur en droit, après avoir soutenu une thèse sur l'enrichissement sans cause.

### Carrière d’avocat
En 1918, Gaston Monnerville s'inscrit au barreau de Toulouse. Il quitte Toulouse pour s'inscrire, en 1921, au barreau de Paris. Il entre ensuite au cabinet d'un célèbre avocat et homme politique, César Campinchi, dont il est le principal collaborateur pendant huit ans. En 1927, il est élu président de l'Union des jeunes avocats à la cour de Paris (UJA de Paris).
Gaston Monnerville plaide dans plusieurs grands procès. C'est notamment le cas en 1931, dans l'affaire Galmot, où 14 Guyanais sont jugés à la cour d'assises de Nantes après l'émeute provoquée en 1928 par la fraude électorale et la mort suspecte de Jean Galmot. Avec Alexandre Fourny, Alexandre Zévaès et Henry Torrès, Gaston Monnerville assure la défense des accusés. Les jurés se prononcent pour l'acquittement après une plaidoirie jugée excellente de Monnerville.
En marge de son métier d'avocat, Gaston Monnerville collabore en tant que journaliste avec la station Radio Tour Eiffel.

### Franc-maçonnerie
Selon son collaborateur et biographe Jean-Paul Brunet, la franc-maçonnerie est au cœur de l'engagement politique de Gaston Monnerville.
Celui-ci est initié à l'âge de 21 ans, dans la loge « La Vérité », de la Grande Loge de France. Il suit un long parcours dans l'obédience et appartient à plusieurs ateliers au cours de sa vie. Il entre dans les hauts-grades au sein d'un chapitre de perfection en 1935 et accède au Suprême conseil à partir de 1937. Il est élu comme conseiller fédéral en 1932 et occupe le poste de vénérable maitre de loge « La Prévoyance » de 1935 à 1937,.

## Parcours politique

### Député de la Guyane

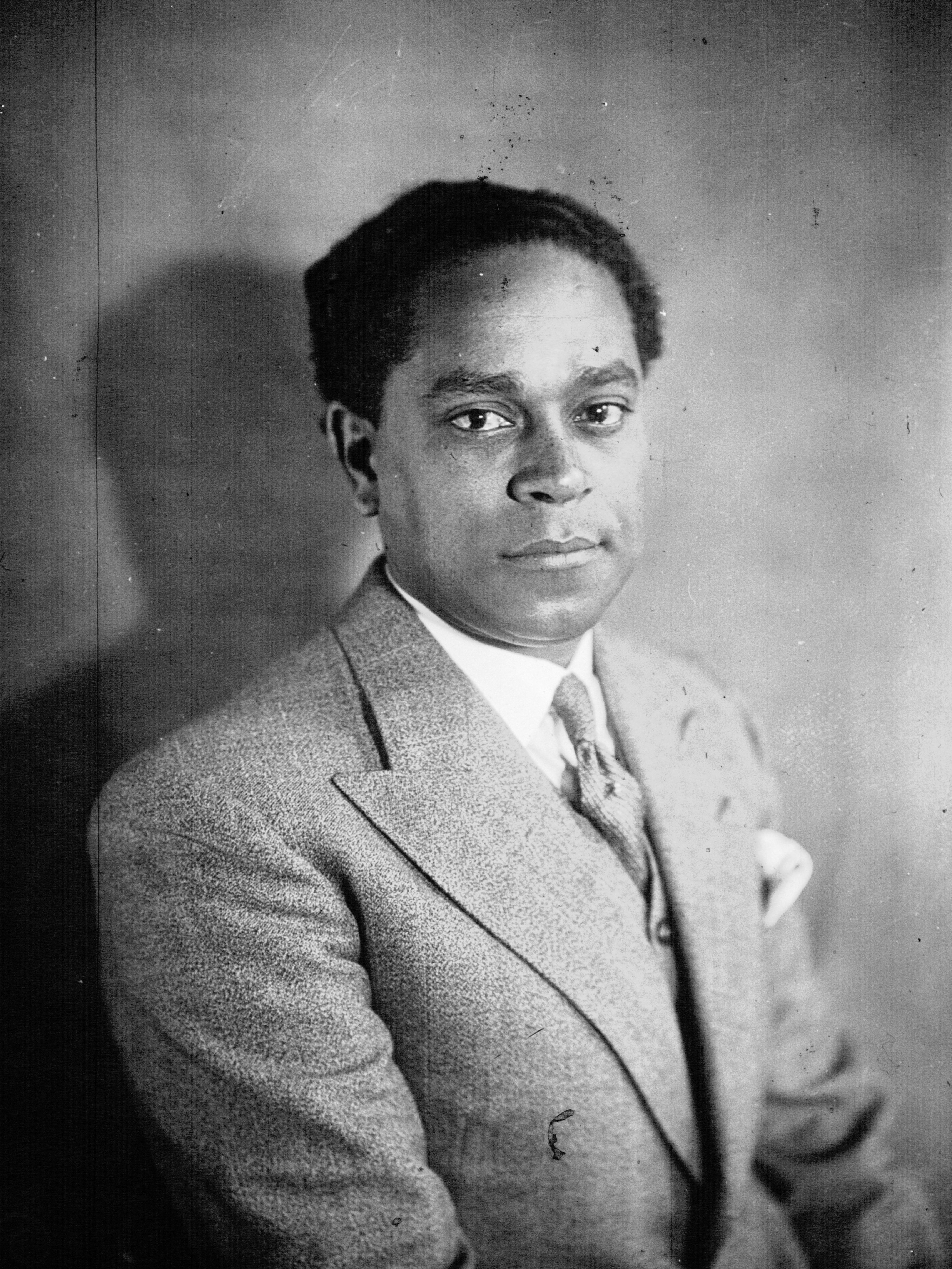
Gaston Monnerville, député de la Guyane (1932).

#### Première élection
À la suite de l'affaire Galmot, il lui est proposé de se présenter aux élections législatives de 1932 en Guyane, contre le député sortant, Eugène Lautier. Il est élu à une majorité considérable député.

#### Discours du «drame juif»
Le 21 juin 1933, place du Trocadéro, il prononce le discours dit du « drame juif », qui évoque le génocide des Héréros et des Namas et pressent la Shoah.

#### Réélection triomphale de 1936
Candidat à un second mandat de député lors des élections législatives de 1936, il a pour seul opposant le communiste Constant Chlore, qui critique l'administration coloniale et mise sur les classes populaires. Le député sortant l'emporte avec 82 % des suffrages exprimés dès le premier tour ; le scrutin est marqué par une forte abstention (48 % des inscrits), qui peut s'expliquer par l'absence de réel duel et par les réticences de certains radicaux à soutenir Monnerville, accusé de manquer de sérieux budgétaire. Néanmoins, cette réélection acte la « mainmise » de Gaston Monnerville sur la Guyane.

### Maire non-effectif de Cayenne
Alors qu'il est très actif en métropole, Gaston Monnerville se présente comme tête de liste aux élections municipales de 1935 à Cayenne, où il se rend pour faire campagne seulement une semaine avant le scrutin. Il est le candidat qui obtient le plus grand nombre de voix, ce qui lui donne la légitimité pour être élu maire dans la foulée. Cependant, sa présence à Paris le conduit à déléguer ses fonctions, faisant de lui un maire sur le papier mais pas dans les faits.
Entre son accession à la mairie de campagne et l'éclatement de la Seconde Guerre mondiale, Gaston Monnerville ne revient que deux fois en Guyane : en décembre 1935 pour célébrer le tricentenaire du rattachement à la France des Antilles et de la Guyane, puis pour la campagne législative de 1936. À cette dernière occasion, après être arrivé en Martinique, il prend, pour rejoindre la Guyane, un hydravion, qui s'abîme en mer : quatre personnes sont tuées et plusieurs autres blessées, seul Gaston Monnerville étant épargné.

### Sous-secrétaire d'État aux Colonies
Dans les troisième et quatrième gouvernements de Camille Chautemps, il est sous-secrétaire d’État aux colonies en 1937 et 1938. Ses ministres de tutelle sont Marius Moutet puis Théodore Steeg. Cette nomination est déjà considérée par ses contemporains comme un évènement historique pour la Guyane, car il s’agit de la première fois dans l’histoire qu’un homme politique issu de ce territoire entre au gouvernement français.
La nomination d'un homme de couleur à des fonctions ministérielles en France déplaît aux gouvernements de l'Allemagne nazie et de l'Italie fasciste. Par exemple, dans L'Azione coloniale du 22 juillet 1937, un article titré « Derrière le Rouge du Front populaire vient le Noir » annonce que le sous-secrétariat d'État aux Colonies « confié au noir G. Monnerville » et commente : « La France a adopté une politique indigène qui, outre qu'elle est une folie pour la nation française elle-même, est un danger pour les autres nations de l'Europe, car cette action qui dépasse le cadre purement politique pour rencontrer le cadre biologique, doit être dénoncée à l'opinion publique mondiale, là où existe une race incontestablement supérieure à celle de couleur que la France voudrait implanter au cœur de l'Europe ». Cependant des hommes noirs ont déjà été nommés à ce poste de sous-secrétaire d'État, notamment Blaise Diagne dans le cabinet Laval de 1931 et Gratien Candace dans les cabinets Herriot et Paul-Boncour de 1932-1933.
À la chute du Front populaire, en avril 1938, Gaston Monnerville envoie un dernier convoi au bagne. Sur son initiative, en tant que sous-secrétaire aux Colonies, un décret-loi du 17 juin 1938, est signé par le président de la République Albert Lebrun, pour abolir la déportation[réf. nécessaire].
En mars 1939, il est un des cinq parlementaires envoyés en mission d’enquête au Cameroun et au Tchad, où il retrouve une dernière fois le gouverneur Félix Éboué, qu'il avait rencontré pour la première fois en novembre 1908 alors qu'il visitait son ancien collège à Cayenne.

### Résistance et engagement post-Libération

#### Hostilité au régime de Vichy
Engagé volontaire dans la marine de juin 1940 à la formation du cabinet Pétain, Gaston Monnerville participe à la protestation conduite par Gratien Candace à Vichy contre les premières mesures discriminatoires.

#### Membre actif de la Résistance
Il fait ensuite partie de la Résistance. Il prend contact avec le capitaine Chevance et entre dans le mouvement Combat sous le nom de « Saint-Just », en hommage à son oncle, Saint-Just Orville, maire de Case-Pilote, en Martinique.
En novembre 1942, Gaston Monnerville aide les enfants de Félix et Eugénie Éboué à franchir la frontière espagnole pour rejoindre leurs parents à Brazzaville.
Après la Libération, Gaston Monnerville siège à l’Assemblée consultative provisoire. Le Gouvernement provisoire de la République française le charge de préparer le statut de l’outre-mer français. La vieille revendication d'accorder le statut de département français aux « quatre vieilles colonies » aboutit : en 1946, la Guadeloupe, la Guyane, la Martinique et la Réunion deviennent des départements d'outre-mer.

#### Membre des Assemblées nationales constituantes
Gaston Monnerville est membre des deux Assemblées nationales constituantes, en 1945-1946.

### Président du Conseil de la République

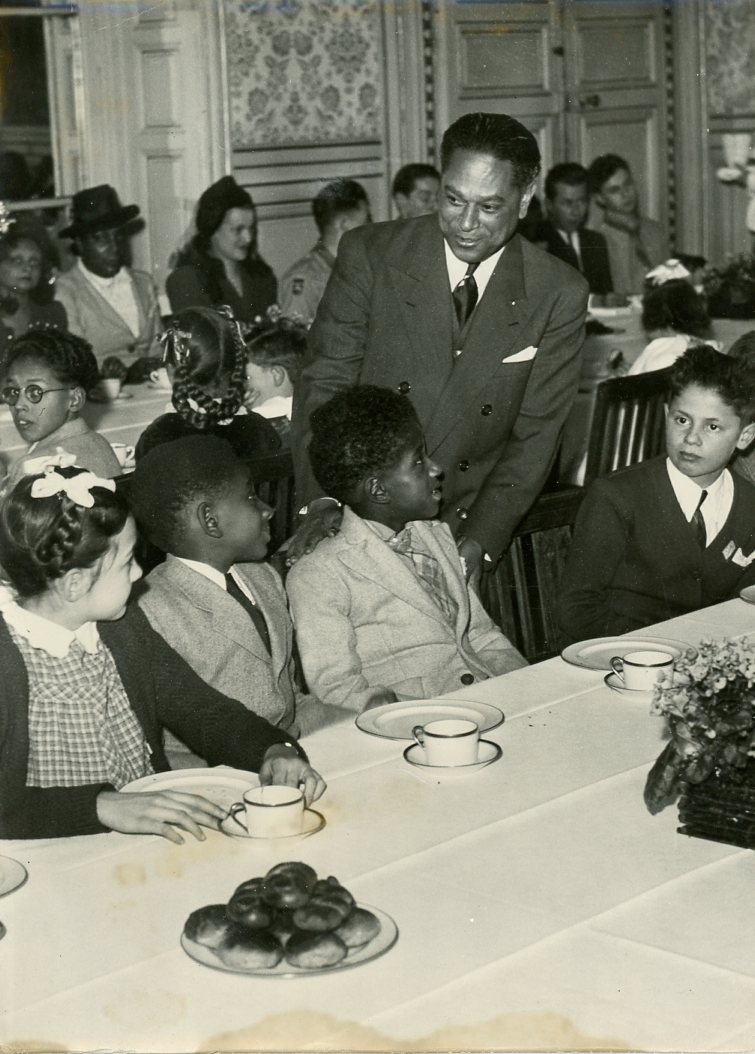
Gaston Monnerville et des enfants célébrant Noël (vers 1947).

#### Deuxième homme de l'État
Gaston Monnerville est élu sénateur de la Guyane lors des élections de 1946. Il devient dans la foulée vice-président du Conseil de la République (ancien Sénat). Il est reconduit dans cette fonction le 14 janvier 1947,.
Le 18 mars 1947, il brigue la présidence de la haute assemblée après la mort d'Auguste Champetier de Ribes (MRP). Avec le soutien du centre et de la droite, il l'emporte au second tour avec 141 voix contre 131 pour le communiste Henri Martel, soutenu par les socialistes,. Il est alors la première personnalité originaire de l'ancien Empire colonial français à accéder à cette fonction.

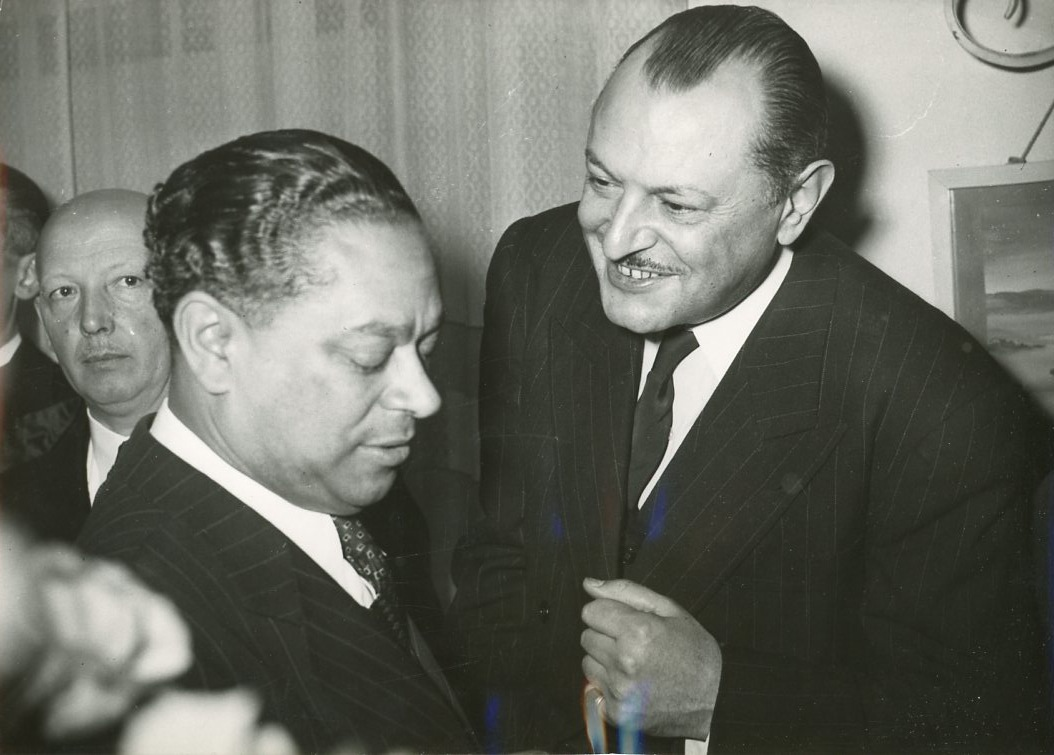
Gaston Monnerville et Jacques Fourcade sous la Quatrième République.

Gaston Monnerville est réélu à la tête du Conseil de la République chaque année jusqu’à la fin de la Quatrième République. À l'occasion des élections sénatoriales de 1948, il change de circonscription, quittant la Guyane pour le département du Lot. Il siège au sein du groupe de la Gauche démocratique.

#### Élection présidentielle de 1953
Lors de l'élection présidentielle de 1953, alors que René Coty est élu chef de l'État au treizième tour de scrutin, la candidature de Gaston Monnerville aurait été défavorisée en vue de ce scrutin par sa couleur de peau, d’après son biographe Jean-Paul Brunet. L'historienne Georgette Elgey rappelle elle aussi qu'après l'élection de Coty, le sénateur guyanais déplorait que sa couleur de peau l'eût empêché de devenir président de la République.

#### Retour au pouvoir du général de Gaulle
En 1958, il joue un rôle important dans le retour de Charles de Gaulle au pouvoir en se rendant à Saint-Cloud, avec André Le Troquer, pour un entretien sur les modalités de l’investiture du Général et le respect de la Constitution.

### Président du Sénat

#### Maintien à la tête de la chambre haute du Parlement
La Constitution du 4 octobre 1958, adoptée après le retour du général de Gaulle au pouvoir, restaure formellement le Sénat, bien que les membres du Conseil de la République s’étaient réappropriés le nom de « sénateurs » dès 1948. Le 9 décembre suivant, Gaston Monnerville est élu président du Sénat, conservant ainsi la tête de la haute assemblée du Parlement français.
Les élections sénatoriales du 26 avril 1959, consécutives à des élections municipales moins favorables aux gaullistes qu'escompté, visent à pourvoir la totalité des 309 sièges du Sénat. Marqué par une relative stabilité malgré une légère « droitisation » et par la victoire de députés battus l'année précédente, ce scrutin est suivi par la réélection de Gaston Monnerville à la présidence du Sénat par 235 voix sur 276 votants : celui-ci obtient alors sa plus forte majorité pour sa seizième élection consécutive.
Gaston Monnerville préside également le Sénat de la Communauté en 1959 et 1960.

#### Prise de distance croissante avec le pouvoir gaulliste

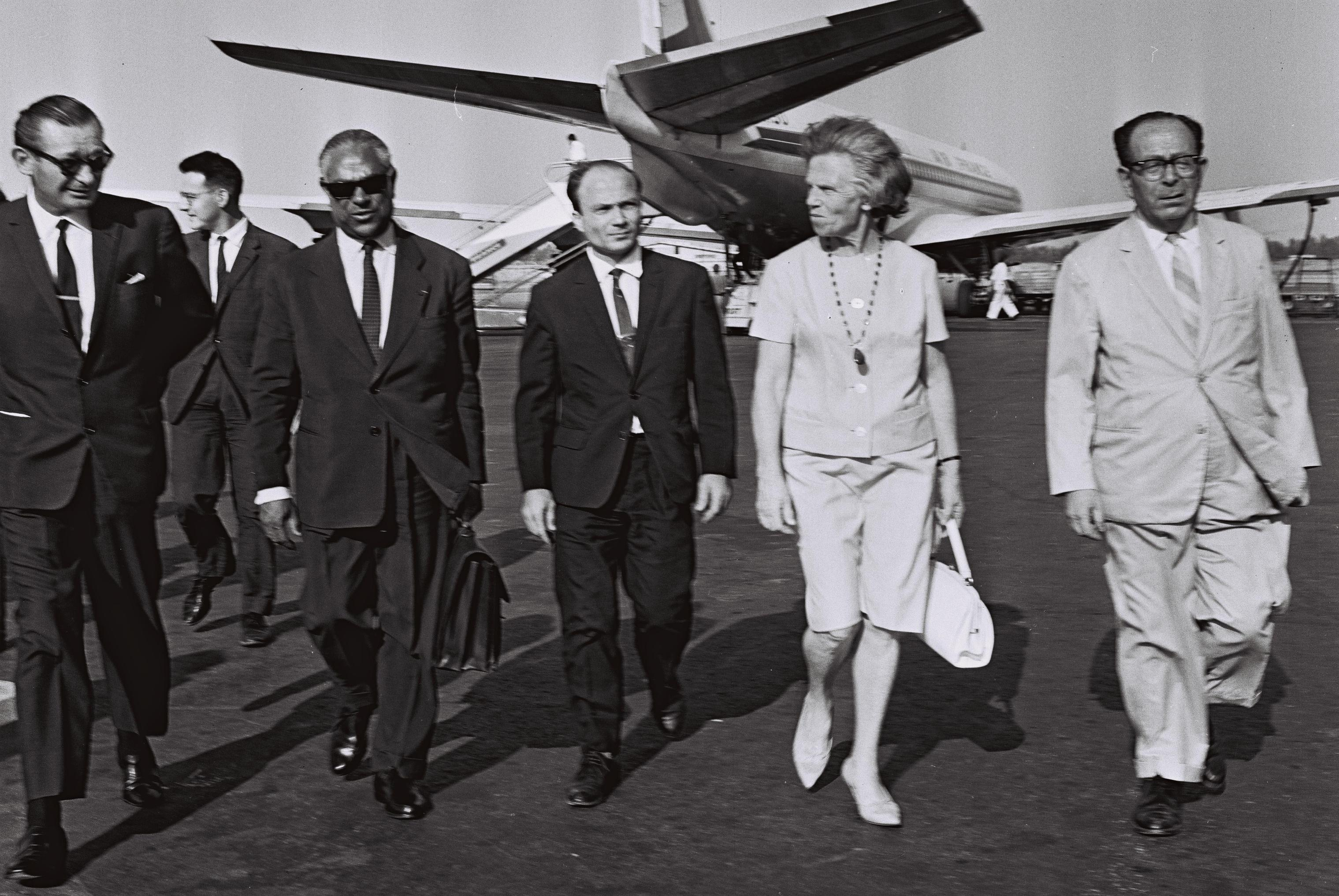
Gaston Monnerville (troisième en partant de la gauche) arrivant à Jérusalem en 1966 pour l'inauguration du nouveau bâtiment de la Knesset.

Au sein du gouvernement formé par le Premier ministre Michel Debré, pourtant artisan du retour du Sénat avec un certain nombre de prérogatives, la place réservé aux sénateurs est marginale, hormis pour le ministère de l'Agriculture.
Rapidement, des tensions apparaissent entre l'exécutif et la haute assemblée. C'est particulièrement le cas sur les attributions exactes du Sénat ainsi que sur les questions économiques, budgétaires et sociales. Si dans un premier temps le gouvernement semble ignorer la chambre haute, l'Assemblée nationale ayant le dernier mot sur les textes à voter, il tente ensuite d'obtenir une majorité, provoquant ainsi des remous.
Dans un article publié dans la Revue politique et parlementaire en avril 1961, Gaston Monnerville déplore la non-sollicitation du Sénat par le gouvernement sur sa politique générale, affirme que le Sénat constitue une « assemblée politique qui entend le rester » et loue Georges Clemenceau, qui « respectait les droits du Parlement ».
Dans ses Mémoires publiés en 1980, il se montre réservé sur la cessation de mandat des parlementaires d’Algérie en juillet 1962 : partant du principe qu'« un principe fondamental du régime républicain est que l’élu est le représentant non seulement d’une circonscription, mais de la nation tout entière », il considère que « personne » ne peut « mutiler » la représentation parlementaire.

#### Opposition au référendum constitutionnel de 1962
Gaston Monnerville s’oppose vivement au projet de référendum sur l’élection du président de la République au suffrage universel direct. Il critique ainsi bien la procédure retenue, à savoir l'application de l'article 11 de la Constitution, qui ne prévoit pas de soumission du texte au Parlement, que le fond du projet.
L'annonce de ce référendum contribue à l'échec des gaullistes aux élections sénatoriales du 23 septembre 1962. Seul candidat à sa réélection, Gaston Monnerville est réélu président du Sénat le 2 octobre suivant, par 212 suffrages sur 244. À l'annonce des résultats, les sénateurs de l'UNR ne participent pas aux acclamations. Le 9 octobre, ces derniers n'assistent pas au discours du président réélu, qui est affiché à travers la France et enregistré puis diffusé sous le titre La Constitution est violée, le peuple est abusé.
Entre-temps, le 29 septembre 1962, lors d'un congrès du Parti radical qui se tient à Vichy, Gaston Monnerville lâche le mot de « forfaiture » à l'encontre du Premier ministre, Georges Pompidou, qui a accepté de signer le projet de référendum malgré l'opposition des juristes et de nombreuses figures politiques,. Le mois suivant, après l'adoption d'une motion de censure et préalablement à la dissolution de l'Assemblée nationale, le président de la République, Charles de Gaulle, consulte le président du Sénat, comme le prévoit la Constitution : dans ses Mémoires, le Général indique que la rencontre prend « deux minutes sans poignée de main », une version confirmée par le responsable du protocole, mais que Gaston Monnerville cherchera à réfuter.
À la suite de la déclaration de Monnerville sur la « forfaiture », la présidence de la République ordonne aux ministres de ne plus participer aux séances publiques du Sénat, laissant intervenir des secrétaires d'État peu aguerris. Cette abstention ministérielle se poursuit après les élections sénatoriales de 1965 et la réélection de Gaston Monnerville au plateau.
L'historien Fabien Conord écrit que « ce moment est souvent présenté comme une rupture alors qu’il ne constitue que l’étape ultime d’un processus de distanciation entre deux institutions et non seulement entre deux hommes, sur lesquels focalise largement l’analyse des éclats de voix et des traits de plume qui font l’histoire des relations entre le Sénat et la Ve République gaullienne.
Finalement, le 28 octobre 1962, le référendum constitutionnel est un succès pour le général de Gaulle, le « oui » l'emportant avec 62,25 % des suffrages. Saisi par Gaston Monnerville, le Conseil constitutionnel se déclare compétent pour se prononcer sur les seules lois adoptées par le Parlement et non sur celles adoptées par référendum, « expression directe de la souveraineté nationale ».

#### Perte d'influence et dernière réélection
À la suite du renouvellement sénatorial de 1965, Gaston Monnerville est réélu président du Sénat au premier tour par 127 suffrages (50,80 %), face notamment au candidat soutenu par la majorité, Georges Portmann (Républicains indépendants). Il apparaît cependant affaibli par l'appel de sénateurs démocrates-chrétiens et indépendants à le remplacer par un homme plus proche du pouvoir.
Sur le plan municipal, après avoir été maire de Cayenne, il est maire de Saint-Céré (Lot) de 1964 à 1971. Il est aussi conseiller général dans le canton de Sousceyrac et préside le conseil général du Lot de 1951 à 1971.

#### Possible recours lors de Mai 68
Durant Mai 68, Gaston Monnerville veille à apparaître en recours et en mesure d'assurer le mieux possible l’intérim présidentiel, le cas échéant. Lors de la contestation, il met en place un dispositif de protection du Sénat et, le 26 mai, autorise les gardes républicains à utiliser des gaz lacrymogènes contre un millier de manifestants cherchant à pénétrer dans le jardin du Luxembourg.
Lors de ces événements, il affiche une position ambiguë. Membre du conseil de l’université de Paris, il se montre à la fois compréhensif envers les manifestants et prudent quant à l'évolution de la contestation. Le 11 mai, sa visite dans des rues du Quartier latin ayant fait l'objet d'affrontements entre étudiants et membre des forces de l'ordre lui attire la sympathie de partisans du mouvement. Le 29 mai, sous son influence, la Gauche démocratique appelle le gouvernement à démissionner.
Cependant, du fait notamment de son âge avancé et de sa culture politique, Gaston Monnerville semble pour beaucoup d'observateurs en décalage avec les événements et comme n'étant pas en mesure de constituer un recours au général de Gaulle.

#### Départ du Petit Luxembourg

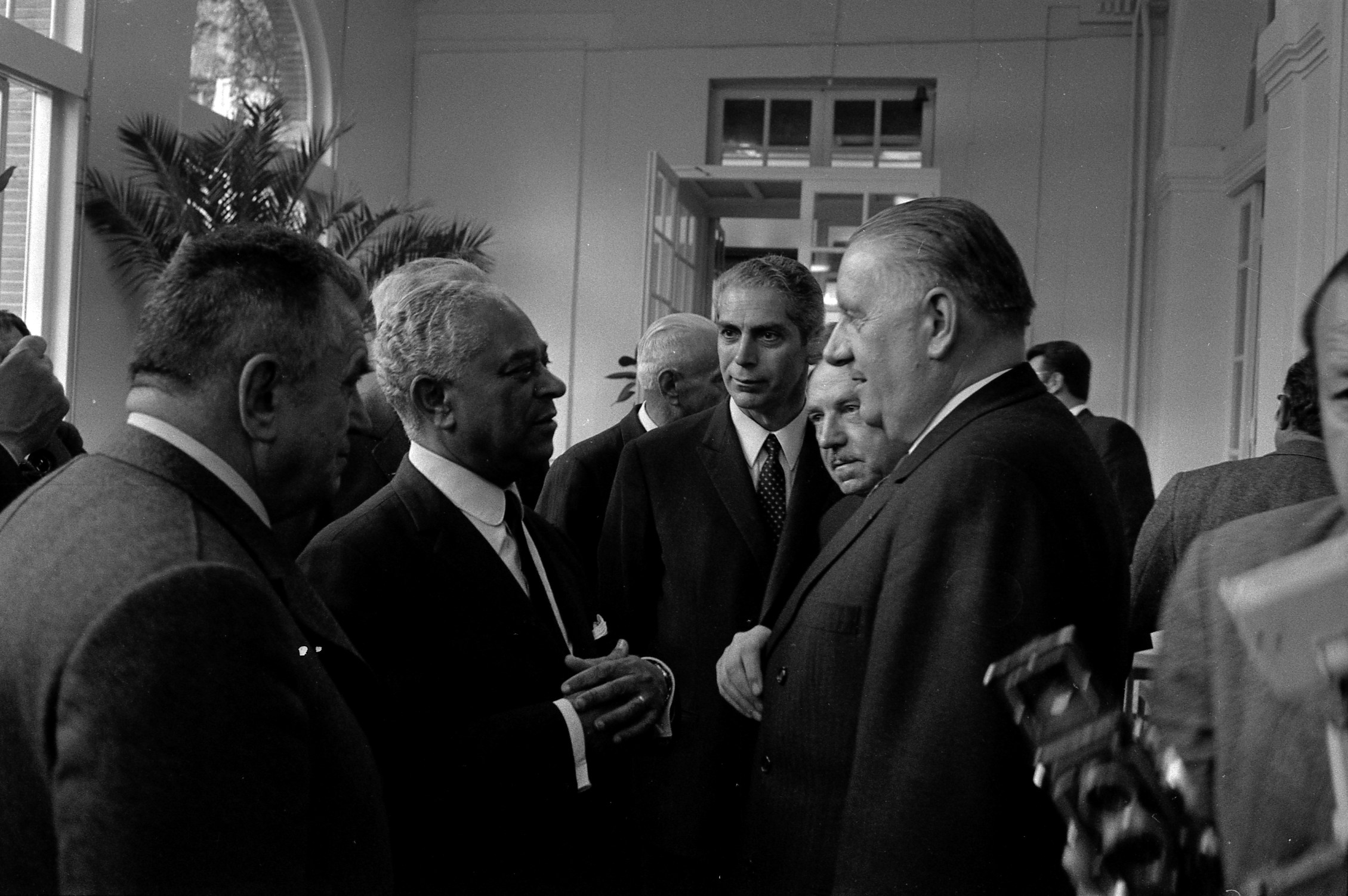
Gaston Monnerville le 23 avril 1969 à la préfecture de Haute-Garonne, échangeant avec Alain Poher, son successeur à la présidence du Sénat, et Léon Eeckhoutte, président du conseil général.

Le 27 septembre 1968, il annonce ne pas être candidat à sa réélection à la présidence du Sénat le 2 octobre suivant : il entend protester vis-à-vis de la réforme du Sénat souhaitée par de Gaulle, « ne voulant pas laisser s'accomplir une nouvelle et grave violation de [la] Constitution et démanteler le régime républicain en France ». Comme en 1962, il estime que la proposition du général de Gaulle constitue une violation majeure de la Constitution de 1958, d'une dérive monocratique des institutions au profit du chef de l'État et d'une volonté d’abattre le Sénat, qu’il considère comme la seule des institutions échappant à la mainmise du président de la République.
Après l'échec du référendum et la démission de Charles de Gaulle, son successeur au Petit Luxembourg, Alain Poher, assure l'intérim présidentiel. De son côté, Gaston Monnerville continue d'exercer son mandat de sénateur, six ans durant. Lorsque survient la scission radicale de 1972, il donne son adhésion au nouveau Mouvement des radicaux de gauche et en devient membre du bureau national,.

### Membre du Conseil constitutionnel

#### Nomination par Alain Poher
Le 22 février 1974, lors du renouvellement triennal de l'institution, Alain Poher le nomme membre du Conseil constitutionnel en remplacement de l'universitaire François Luchaire. L'ancien président du Sénat prête serment le 5 mars suivant devant le président Georges Pompidou, au cours d'une cérémonie exceptionnellement brève à l'issue de laquelle le chef de l'État, qui salue pourtant les deux autres nouveaux membres du Conseil, refuse ostensiblement de lui serrer la main. En raison de l'incompatibilité entre les deux fonctions, il démissionne le même jour du Sénat, six mois avant l'expiration de son mandat commencé en 1965.
Alors qu'il est âgé de 77 ans, sa nomination surprend en raison des critiques que Gaston Monnerville a précédemment exprimées envers le Conseil constitutionnel lorsque celui-ci s'était déclaré incompétent pour juger du référendum sur l'élection du président de la République au suffrage universel. Cette décision est également perçue comme pouvant être une provocation envers le président Pompidou du fait de ses positions anti-gaullistes, bien qu'Alain Poher et Gaston Monnerville contestent toute signification politique à cette nomination,. Il est évoqué l'idée d'un « contrat » entre les deux hommes, le premier ayant promis de le nommer à ce poste en échange du soutien de Gaston Monnerville lors de l'élection à la présidence du Sénat en 1968. Pour François Goguel, autre membre du Conseil constitutionnel, la décision d'Alain Poher ne pouvait être interprétée que « comme liée à son désir d’obtenir en octobre prochain, pour le renouvellement de son mandat, le soutien des radicaux de gauches et des socialistes ».

#### Exercice de la fonction

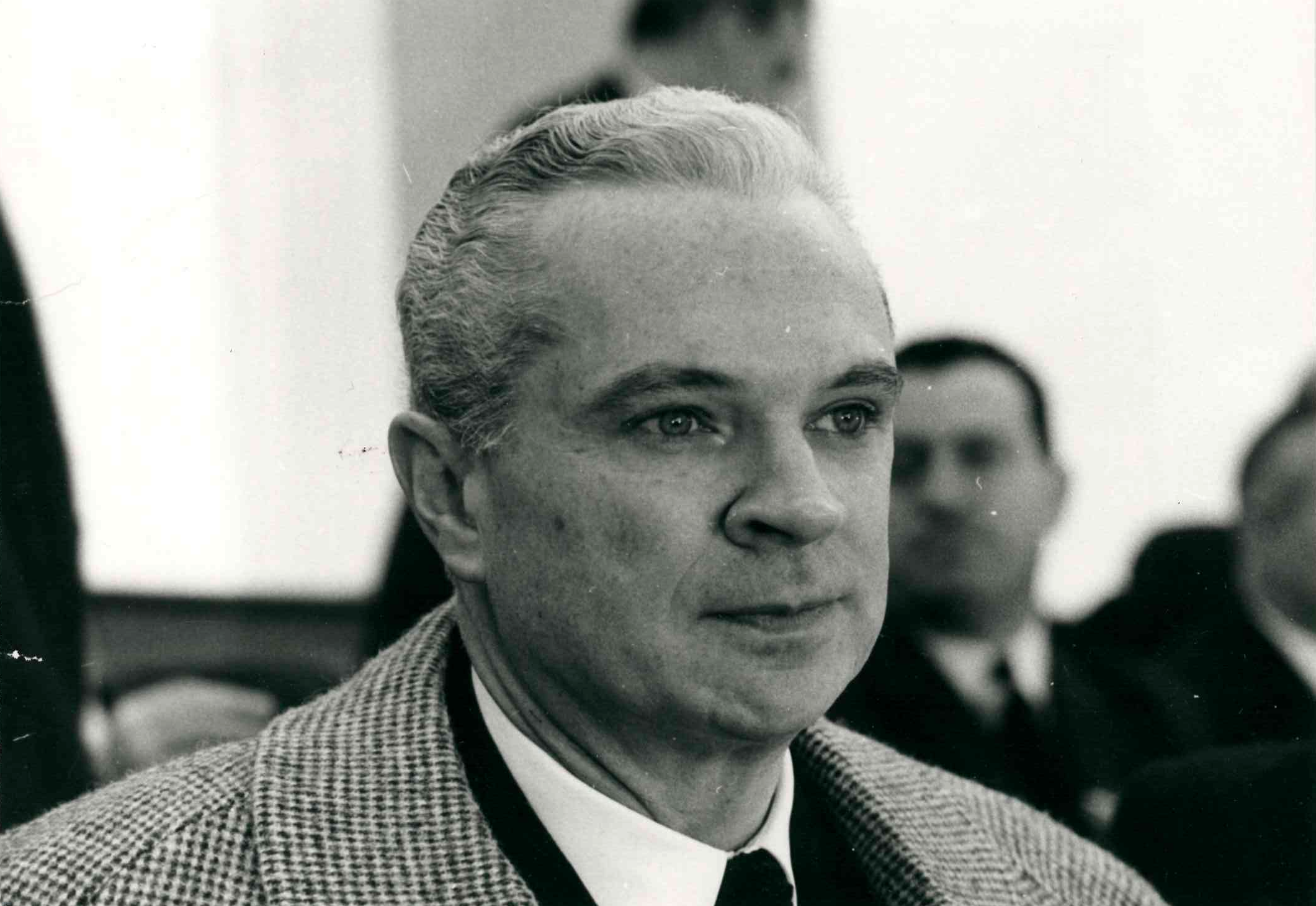
Le gaulliste Roger Frey, président du Conseil constitutionnel de 1974 à 1983, avec lequel Gaston Monnerville partage nombre de positions.

Au sein du Conseil constitutionnel, Gaston Monnerville, siège avec une majorité de figures nommées par des gaullistes, l'institution était d'ailleurs présidée par Roger Frey, un « baron du gaullisme », durant tout son mandat. Tenu à un devoir de réserve, il ne s'exprime pas publiquement et met en suspens son engagement au sein du MRG ainsi que de diverses associations. Au XXIe siècle, l'ouverture des archives du Conseil permet d'avoir une visibilité sur son activité en tant que « sage ».
Durant la campagne présidentielle de 1974, avec Roger Frey, il se prononce contre la position d'Alain Poher, qui, en tant que président de la République par intérim, souhaite réduire les prérogatives du Conseil constitutionnel au profit de la Commission nationale de contrôle de la campagne électorale. En 1976, là encore comme le président Frey, Monnerville se prononce contre l'inconstitutionnalité d'une décision du Conseil des communautés européennes relative à l’élection de l’assemblée européenne au suffrage universel direct, un changement auquel s'opposait nombre de gaullistes.
Dans les années 1980-1983, il fait partie d'un trio – avec Frey et René Brouillet – qui exerce une influence prépondérante sur les délibérations du Conseil constitutionnel et défend avec vigueur les prérogatives des collectivités d'outre-mer. Il est mis en minorité lors des débats autour de la loi sécurité et liberté, dont les articles visés par un recours sont jugés conformes à la Constitution. L'année suivante, en 1982, il soutient les conclusions du rapporteur tendant à déclarer inconstitutionnels les quotas par sexe aux élections municipales.
Pendant son mandat, Gaston Monnerville donne des conférences, comme à la Société de géographie commerciale en 1979, et écrit un certain nombre d'articles, notamment à destination de publications étrangères. Il souligne en particulier « l’indépendance des membres du Conseil constitutionnel, tant à l’égard des partis politiques que des autorités qui les  ont nommés », et juge qu'en deux décennies, « de simple régulateur du fonctionnement des pouvoirs publics, le Conseil constitutionnel est devenu aujourd’hui le juge incontesté de la constitutionnalité en tous domaines ».

## Dernières années et mort
Il quitte le Conseil constitutionnel à la fin de son mandat de neuf ans. Déjà chevalier de l'ordre de la Légion d'honneur à titre militaire pour faits de résistance depuis 1947, il est promu officier de l'ordre de la Légion d'honneur en 1983 par le chef de l'État, François Mitterrand, qui lui remet la « rosette » à l'Élysée. Âgé de 86 ans, il n'abandonne pas toute activité. Il prononce encore des conférences sur les institutions ou des causeries sur ses souvenirs d'homme public. La télévision vient l'enregistrer. Il signe quelques préfaces.

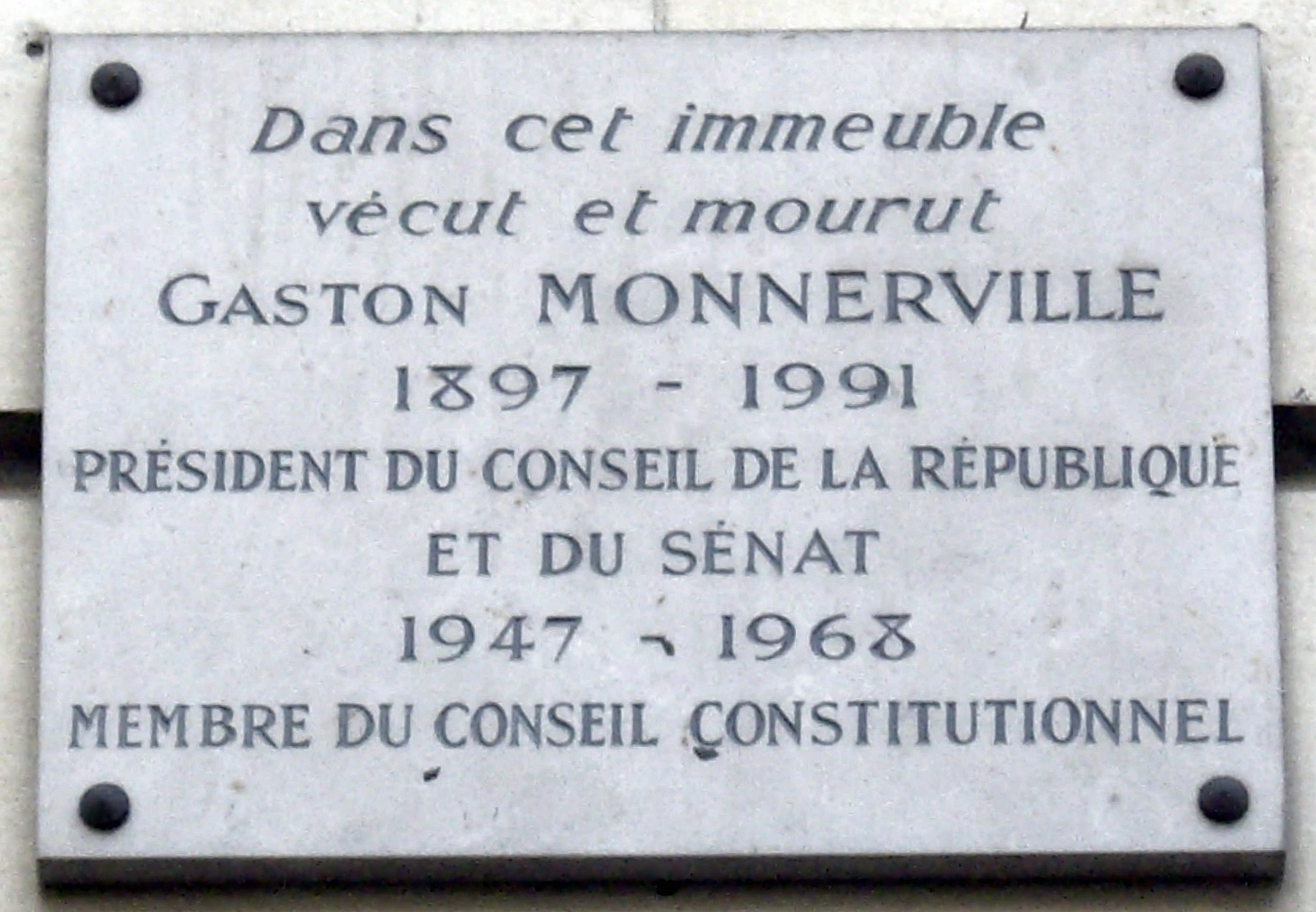
Plaque au no 27 de l'avenue Raymond-Poincaré (Paris).

Atteint d'un cancer, il meurt le 7 novembre 1991, à l'âge de 94 ans en son domicile du no 27 de l'avenue Raymond-Poincaré (16e arrondissement de Paris). Une plaque commémorative lui rend hommage.

## Idéologie

### Républicain jacobin
Gaston Monnerville est un républicain convaincu. Il affirme régulièrement que ses ancêtres ont dû leur liberté à la Deuxième République, grâce à l'action de Victor Schœlcher. À la fin de sa vie, il déclare : « Le fils d'outre-mer que je suis doit tout à la République. C’est elle qui, dans ma Guyane natale, est venue m’apporter la dignité et la culture. C’est elle qui m’a tout appris et qui a fait de moi ce que je suis. »
Jacobin, il refuse tout communautarisme et met en avant les devoirs incombant aux différents Français. Lors des débats de 1982 sur la parité femmes/hommes, il déclare au Conseil constitutionnel : « Si aujourd’hui le Conseil admettait l’existence de quotas en matière de sexe, pourrait-il interdire demain ces quotas pour d’autres catégories, par exemple les Français de religion musulmane ? ».
Agnostique et très attaché aux valeurs de laïcité, il présente en tant que franc-maçon de nombreux travaux axés principalement sur des questions de justice, de droits de l'homme ou sur le racisme.

### Défenseur du parlementarisme
À la présidence du Sénat, il dénonce une attitude méprisante du gouvernement pour le Sénat et une réduction des prérogatives parlementaires au profit de l'exécutif. Son opposition au référendum constitutionnel de 1962 le place comme l'un des principaux opposants au régime gaulliste.

### Colonies et France d'outre-mer
Pour la Guyane et la France d'outre-mer en général, il prône l'association à la métropole et le développement économique et social. En tant que parlementaire, il joue régulièrement de ses relations métropolitaines pour favoriser la Guyane. Dès 1932, il appelle à la fermeture du bagne de Cayenne, qui donne selon lui une image dégradante de son territoire natal.
Il est l'auteur de la phrase suivante concernant la France dans la Seconde Guerre mondiale : « Sans l'Empire, la France ne serait aujourd'hui qu'un pays libéré. Grâce à son empire, la France est un pays vainqueur. »

## Postérité
Gaston Monnerville est l'un des rares hommes politiques à avoir connu une importante ascension sociale, à l'image de Paul Doumer ou Aristide Briand. Par ailleurs, il est la première personne noire à occuper de telles responsabilités politiques, à une époque où peu de Noirs ont des mandats électoraux.
Il a présidé la chambre haute du Parlement français durant 21 années, un record dépassé à ce jour uniquement par son successeur direct, Alain Poher (24 ans).

## Détail des mandats et fonctions
- 1932 - 1942 : député radical de la Guyane
- 1935 - 1940 : maire de Cayenne
- 1937 - 1938 : sous-secrétaire d'État aux Colonies
- 1945 - 1946 : député de la Guyane aux Assemblées constituantes de 1945 et 1946
- 1946 - 1948 : sénateur de la Guyane
- 27 décembre 1946 – 18 mars 1947 : vice-président du Conseil de la République
- 18 mars 1947 – 2 octobre 1958 : président du Conseil de la République
- 1948 - 1974 : sénateur du Lot
- 1951 - 1971 : président du conseil général du Lot représentant le canton de Sousceyrac (1949-1973)
- 9 décembre 1958 – 2 octobre 1968 : président du Sénat
- 1964 - 1971 : maire de Saint-Céré
- 1974 - 1983 : membre du Conseil constitutionnel
- Conseiller régional de Midi-Pyrénées

## Hommages

### Décorations

#### Françaises
- Officier de la Légion d'honneur (1983)
- Chevalier de la Légion d'honneur (1947)
- Croix de guerre 1939-1945
- Médaille de la Résistance française

#### Étrangères
- Grand-croix de l'ordre de Saint-Charles de Monaco (1954)[46].
- Grand-croix de l'ordre national du Tchad
- Grand-croix de l'ordre du Nichan Iftikhar de Tunisie

### Hommages
En 1997, un Monument à Gaston Monnerville est inauguré en son honneur, dans le Jardin botanique de Cayenne, en Guyane.

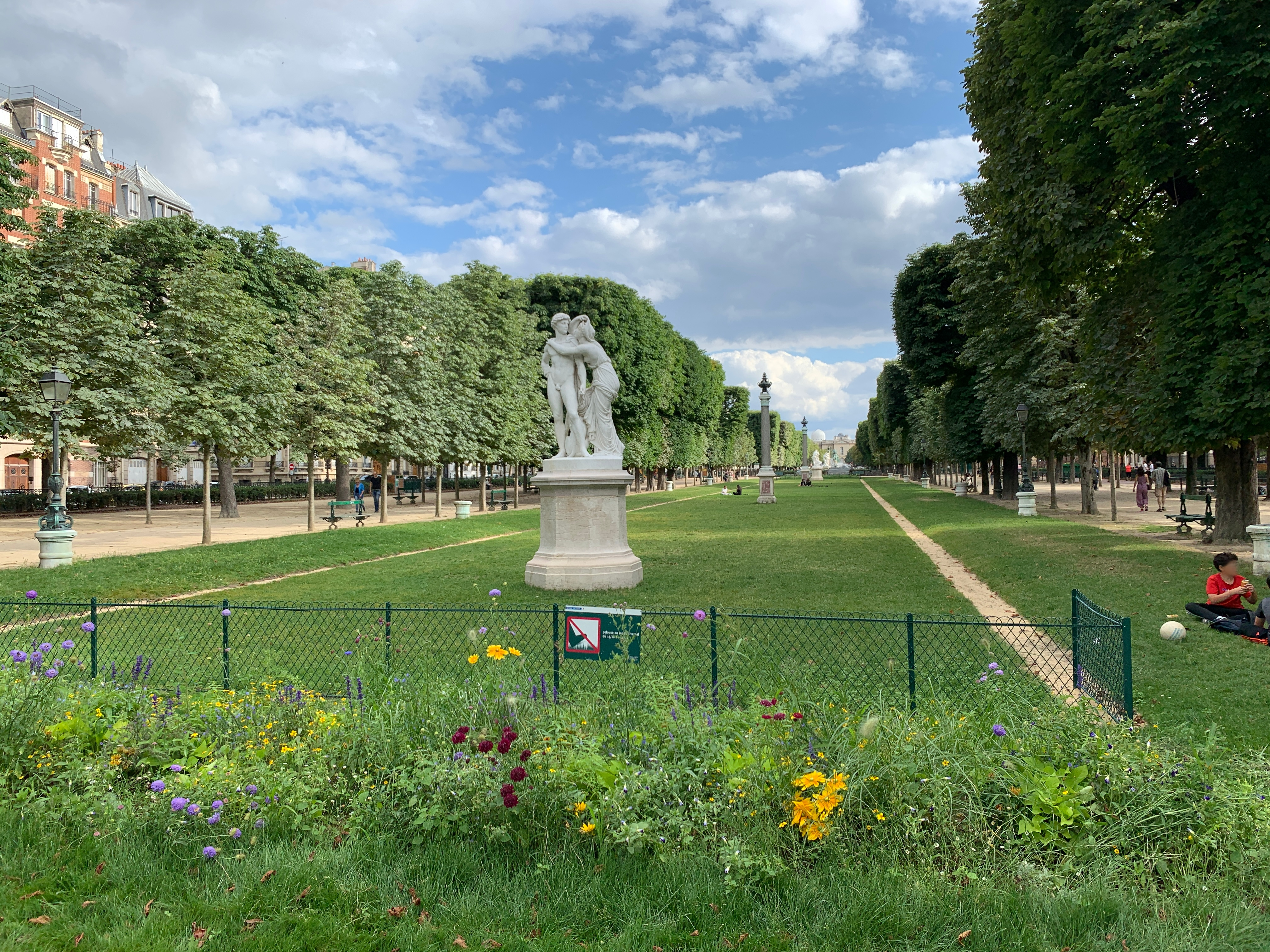
L'esplanade Gaston-Monnerville (Paris 6e).

L'esplanade Gaston-Monnerville à Paris est inaugurée le 5 septembre 2006 par le maire de la ville, Bertrand Delanoë, et le président du Sénat, Christian Poncelet, à proximité du jardin du Luxembourg. Le 20 décembre 2011, un buste de Gaston Monnerville est inauguré en présence du président du Sénat, Jean-Pierre Bel, et du maire, Bertrand Delanoë.
Le lycée polyvalent de Cahors (Lot), situé rue George-Sand, porte son nom en rappel de ses études dans la région. Il existe également un lycée Gaston Monnerville à Kourou en Guyane française.
Une avenue et une école maternelle portent son nom à Saint-Céré, ville dont il fut le maire de 1964 à 1971.
Gaston Monnerville est choisi comme parrain de la 26e promotion (2018-2019) des élèves administrateurs territoriaux de l'Institut national des études territoriales.

## Ouvrages
- Gaston Monnerville, Labbé et la théorie de l'enrichissement sans cause, Thèse de doctorat soutenue à la Faculté de droit de l'Université de Toulouse, 1921, 167 p.
- Gaston Monnerville, Le Conseil de la République, 1946-1956, éd. Conseil de la République, 1956, 25 p.
- Gaston Monnerville, Le Sénat : institution fondamentale d'une République démocratique, Serpic, 1965, 56 p.
- Gaston Monnerville, Clemenceau, Fayard, coll. « Les grandes études historiques », 1968, 767 p. (lire en ligne).
- Gaston Monnerville, Témoignage : de la France equinoxiale au palais du Luxembourg, vol. I, Plon, 1975 (réimpr. 1997, éd. Rive droite), 460 p.
- Gaston Monnerville, Le Conseil constitutionnel français, 1976, 43 p.
- Gaston Monnerville, Vingt-deux ans de présidence, vol. II, Plon, 1980 (réimpr. 2003, éd. Le Cherche Midi), 479 p. (ISBN 9782259005784).